# Karl Kodat
Karl Kodat était un footballeur autrichien, né le 10 février 1943 à Vienne, et mort le 29 février 2012 après une brève maladie.
Médian latéral costaud et ne ménageant jamais son engagement, il était apprécié pour sa lecture du jeu et son sens du but.

## Biographie

### Débuts
Karl Kodat fait ses classes au Wiener SC puis passe à Alt-Ottakring (du nom d'un district de la capitale autrichienne) d'où il rejoint les rangs du fameux Austria Vienne. Au printemps 1967, sa carrière prend une première tournure à la suite d'un geste impulsif. Dans un match contre le GAK, à la suite d'une altercation avec un dénommé Hammer, il décoche un coup de poing à son adversaire. Kodat, suspendu 6 mois, tombe en disgrâce aux yeux de l'entraineur Ernst Ocwirk et doit quitter l'Austria. Wacker Innsbrück se montre intéressé mais l'Austria Vienne ne veut pas le céder à un rival dangereux.
Finalement, Kodat prend la direction de l'Austria Salzbourg qui vient d'être promu depuis la Regionnaliga. "KK" y relance sa carrière et est capé cinq fois pour l'Autriche.

### Légende de l'Antwerp FC
En 1971, le médian latéral tente l'aventure à l'étranger et signe au Royal Antwerp FC, le plus vieux club de Belgique. Sous le maillot du "Great Old", Kodat devient une des Légende du vieux cercle qui connait une de ses dernières époques dorées. Après une première saison moyenne, le club revient dans le "subtop" du classement. Puis sous la direction de Guy Thys, futur sélectionneur des Diables Rouges, l'Antwerp termine deux fois vice champion national et dispute une finale de Coupe de Belgique.
Dans les rangs du club belge, Kodat participe à huit rencontres "européennes". Il est l'auteur d'un but, celui de la victoire et de la qualification contre le cercle...autrichien du Sturm Graz, au premier tour de la Coupe de l'UEFA 1974-1975.

### Retour au pays
Après six saisons belges, K. Kodat retourne à l'Austria Salzbourg qui vient d'être relégué hors de la "Bundesliga". En 1978, le club remporte la "Nationalliga" et réintègre l'élite. Auteur de 11 buts en 29 matchs de championnat, Kodat a joliment contribué à ce succès. Après la finale de Coupe d'Autriche perdue, en 1980, mais avec la qualification pour la Coupe des Coupes 81-82, Kodat âgé de 35 ans quitte le club. Il termine sa carrière par quelques piges dans des clubs moins renommés.

## Carrière internationale
Karl Kodat est capé 5 fois avec l'Autriche. Il fait ses débuts le 4 avril 1971 contre la Hongrie. Il est l'auteur d'un but, le 4 mai 1971 en Irlande.

## Après carrière
Après le football, Kodat travaille pour la ville de Salzbourg et ne devient jamais entraineur. En 2006, dans un entretien accordé à Austria-Archiv, il regrette que le club de Salzbourg, "un peu snob", ne lui ait jamais donné sa chance notamment avec les équipes de jeunes.

## Palmarès - Faits marquants
- Champion de "Nationalliga" (D2 autrichienne) : 1978.
- Vice champion d'Autriche : 1971 avec l'Austria Salzbourg.
- 2x vice champion de Belgique : 1974, 1975 avec le R. Antwerp FC.
- Finaliste de la Coupe de Belgique en 1975 avec le R. Antwerp FC.
- Finaliste de la Coupe d'Autriche en 1980 avec l'Austria Salzbourg Finale jouée en aller/retour, Salzbourg gagne la manche aller 1-0. Kodat monte au jeu au repos du match retour perdu 2-0.